# Tazaghine
Tazaghine est une ville de la province de Driouch, dans le Rif, au nord-est du Maroc, sur la côte méditerranéenne, entre Al Hoceïma et Nador , fief des Beni Said (Bettioua).
La ville se situe dans une plaine côtière ceinturée de montagnes, sur le flanc est de cette plaine. Elle est desservie par la N16 (Rocade méditerranéenne).